# Roald Amundsen på Sydpolen
Roald Amundsen på Sydpolen er en norsk kortfilm fra 1913. Filmen handler om Roald Amundsens sydpolsekspedition og blev tegnet med kridt på en tavle. Dete var Halvorsens anden tegnefilm efter Oskar Mathiesen paa skøiter, som regnes for at være gået tabt.
Roald Amundsens egne filmoptagelser fra ekspeditionen har været på UNESCOs Memory of the World Programme siden 2005.